# Duplicação de férmion
Em teorias de campos na rede, campos de férmions experimentam (pelo menos) uma duplicação no número de tipos de partículas, correspondendo a pólos extras no propagador. 
Uma rede é um arranjo periódico de vértices. Se nós aplicarmos uma transformada de Fourier a uma rede, o espaço de momentos é um toro com a forma do domínio fundamental da rede recíproca chamado de zona de Brillouin. 
Isto significa que se observarmos as soluções de ondas sobre uma rede, o autovalor do operador de férmions em função do momento (vetor de onda) será periódico. 
Para um campo bosônico livre, a ação é quadrática e, por isso, os autovalores tem a forma 
{\displaystyle \lambda \propto {\sqrt {4\sin ^{2}(kL/2)/L^{2}+m^{2}}}},
ou a forma similar onde {\displaystyle m\ll 1/L}. Para escalas de momento muito maiores que o espaçamento inverso de rede (i.e. para autovalores próximos de zero) somente os momentos em torno de k=0 são dominantes e nós temos uma única espécie de bóson.
Férmions, por outro lado, são descritos por equações de primeira ordem. Então, poderíamos ter algo que será como
{\displaystyle \lambda \propto {\frac {\sin(kL)}{L}}}
pelo menos com uma dimensão espacial, sendo os casos dimensionalmente mais altos são análogos. Se nós observarmos o limite inferior dos autovalores, nós veremos duas regiões diferentes; uma sobre k=0 e a outra sobre k=π/L. Eles comportam-se como dois tipos de partículas. Isto é chamado duplicação de férmion e cada espécie de férmion é chamada um gosto (em analogia ao sabor dos quarks).

## Desenvolvimentos
Duplicação de férmion é uma consequência genérica de ações locais e Hamiltonianos. Um meio de se eliminar estes duplicadores indesejáveis foi primeiramente proposto por Wilson.
Um novo termo, o termo de Wilson, é adicionado à ação de férmion e remove os duplicadores (ou melhor, faz os duplicadores infinitamente pesados e então não observáveis). No entanto, a supressão dos duplicadores terá implicações, porque o termo adicional quebra explicitamente uma simetria fundamental da cromodinâmica quântica (QCD), a simetria quiral. Soluções para este problema tem sido buscadas pela introdução de interações de gauge.
Uma maneira de se ver porque esta é uma característica genérica é olhar para os pontos de Fermi do modelo. Genericamente, haverá mais de um ponto de Fermi (um mesmo número, na verdade).
Também encontram-se duas soluções em espaços de uma dimensão, sendo que uma solução é a maneira genérica para três dimensões e a segunda solução elimina a duplicação em qualquer número de dimensões..
O problema da duplicação de férmions ocorre em formulações numéricas da equação de Dirac sobre retículos quando os operadores do primeiro derivativo são substituídos por expressões diferentes. A descrição destes operadores normalmente conduz a soluções não físicas com dois números de onda para uma única energia. A introdução de transformações unitárias com operadores parciais de paridade permitem obter uma nova equação de Dirac a qual pode ser descrita sem o problema da duplicação de férmion.
Propõe-se resolução do problema da duplicação de férmions em teorias de campo discretas baseadas em esfera difusa e seus produtos cartesianos, pela geometria não comutativa.